# Klejtrup Volde
Klejtrup Volde er to  voldsteder, der ligger i østenden af Klejtrup, sydvest for Hobro ligger. Det ene er fra middelalderborgen, Brattingsborg, ud til Klejtrup Sø og et andet voldsted på en mark sydvest for gården Brattingsborgs have kaldet Klejtrup Volde, der er  af ukendt oprindelse. Op til voldstederne ligger seværdigheden Verdenskortet ved Klejtrup Sø.

## Voldstederne
Den nordlige banke ligger helt ude ved søens bred, og ind mod land har der været en seks meter bred voldgrav, som formentlig har været vandfyldt. Syd for denne banke ligger endnu en borgbanke, der hæver sig syv meter over det omkringliggende terræn. Denne banke har også haft en voldgrav, som dog i dag er helt udjævnet.
Sydvest for gården Brattingsborgs have ligger voldstedet der kaldes Klejtrup Volde. Her  findes kun rester af en nærmest cirkulær banke, der hæver sig op til to meter over det omgivende terræn og har en diameter på 36 meter ved foden. Oprindelsen til dette voldsted kender man ikke, men der er knyttet flere sagn til det. Blandt andet siges det, at kong Niels’ søn Inge i 1121 blev sparket ihjel af en hest på Klejtrup, mens hans tugtemester så til. Som straf blev tugtemesteren levende begravet her.

## Fredning
I 1949 blev arealet omkring Klejtrup Voldsted fredet, både for at bevare disse mod yderligere nedbrydning, men også for at sikre udsigten over stedet og søen. I 1958 foretog man nogle mindre reguleringer af fredningen. Det fredede areal er på 11,5 hektar. Området er   en del af  Natura 2000-område nr. 30 Lovns Bredning, Hjarbæk Fjord og Skals Ådal.